# 6952 Niccolò
A 6952 Niccolò (ideiglenes jelöléssel 1986 JT) a Naprendszer kisbolygóövében található aszteroida. Edward L. G. Bowell fedezte fel 1986. május 4-én.